# شيما ماتو
شيما ماتو (بالإسبانية: José María Mato Nieto)‏ (22 مارس 1984 بسانتاندير في إسبانيا - ) هو لاعب كرة قدم إسباني في مركز الوسط. لعب مع راسينغ سانتاندير وراسينغ فيرول وكولتورال ليونيسا ونادي غوادالاخارا ونادي فييانوفينسي وDeportivo Rayo Cantabria ‏ وReal Balompédica Linense ‏.

## روابط خارجية
- شيما ماتو على موقع قاعدة بيانات كرة القدم.إي يو (الإنجليزية)
- شيما ماتو على موقع Soccerway.com (الإنجليزية)